# Grebo (Szwecja)
Grebo – miejscowość (tätort) w Szwecji, w regionie administracyjnym (län) Östergötland, w gminie Åtvidaberg.
Według danych Szwedzkiego Urzędu Statystycznego liczba ludności wyniosła: 1047 (31 grudnia 2015), 1085 (31 grudnia 2018) i 1074 (31 grudnia 2019).